# Génesis Romero
Génesis Josianne Romero Fernández (* 6. November 1995) ist eine venezolanische Hürdenläuferin, die sich auf die 100-Meter-Distanz spezialisiert hat und auch im Weitsprung an den Start geht.

## Sportliche Laufbahn
Erste Erfahrungen bei internationalen Meisterschaften sammelte Génesis Romero im Jahr 2012, als sie bei den Ibero-Amerikanischen Meisterschaften im heimischen Barquisimeto mit 14,17 s in der ersten Runde im 100-Meter-Hürdenlauf ausschied und mit 5,82 m den fünften Platz im Weitsprung belegte. Anschließend schied sie bei den Juniorenweltmeisterschaften in Barcelona mit 14,42 s in der Vorrunde über die Hürden aus und gewann dann bei den U23-Südamerikameisterschaften in São Paulo in 14,58 s die Silbermedaille hinter ihrer Landsfrau Nelsibeth Villalobos. Zudem belegte sie mit 5,60 m den fünften Platz im Weitsprung und erreichte mit der venezolanischen 4-mal-100-Meter-Staffel in 46,61 s Rang vier. Ende Oktober siegte sie dann in 14,32 s über 100 Meter Hürden bei den Jugendsüdamerikameisterschaften in Mendoza und gewann auch in der Sprintstaffel (1000 m) in 2:13,12 min die Goldmedaille. Im Jahr darauf belegte sie bei den Südamerikameisterschaften in Cartagena in 14,17 s den fünften Platz im Hürdenlauf und gewann in 45,44 s gemeinsam mit Lexabeth Hidalgo, Nercely Soto und Nelsibeth Villalobos die Bronzemedaille in der 4-mal-100-Meter-Staffel hinter den Teams aus Brasilien und Kolumbien. Anschließend gewann sie bei den Panamerikanischen Juniorenmeisterschaften in Medellín mit 6,04 m die Silbermedaille im Weitsprung und sicherte sich in 13,65 s Bronze über die Hürden. Zudem wurde sie mit der Staffel in 46,70 s Vierte. Ende November gelangte sie dann bei den Juegos Bolivarianos in Santa Marta mit 13,91 s auf Platz fünf über die Hürden. 2014 nahm sie erstmals an den Südamerikaspielen in Santiago de Chile teil und klassierte sich dort mit 13,84 s auf dem siebten Platz über die Hürden und wurde im Weitsprung mit 5,92 m Fünfte. Anschließend belegte sie bei den Juniorenweltmeisterschaften in Eugene in 13,26 s den fünften Platz im Hürdenlauf und erreichte mit 5,88 m Rang zehn im Weitsprung. Im Oktober siegte sie 13,51 s bei den U23-Südamerikameisterschaften in Montevideo über die Hürden und belegte im Weitsprung mit 5,99 m den fünften Platz. Zudem gewann sie im Staffelbewerb in 46,50 s die Silbermedaille hinter dem brasilianischen Team. Anschließend gelangte sie bei den Zentralamerika- und Karibikspielen (CAC) in Xalapa in 13,63 s auf Rang fünf über die Hürden.
2015 klassierte sie sich bei den Südamerikameisterschaften in Lima mit 13,85 s auf dem vierten Platz über die Hürden und erreichte mit 5,93 m Rang sechs im Weitsprung. Anschließend startete sie über die Hürden bei den Panamerikanischen Spielen in Toronto, kam dort aber mit 13,37 s nicht über den Vorlauf hinaus. Im Jahr darauf wurde sie bei den Ibero-Amerikanischen Meisterschaften in Rio de Janeiro in 13,24 s Vierte und 2017 gewann sie bei den Südamerikameisterschaften in Luque in 13,16 s die Silbermedaille über die Hürden hinter der Brasilianerin Fabiana Moraes und konnte das Rennen im Staffelbewerb nicht beenden. Im November siegte sie dann in 13,19 s bei den Juegos Bolivarianos in Santa Marta und siegte auch mit der Staffel in 44,15 s. Zudem gelangte sie dort mit 60,14 s auf den fünften Platz im 400-Meter-Hürdenlauf. Im Jahr darauf nahm sie erneut an den Südamerikaspielen in Cochabamba teil und siegte dort in 13,08 s über die Hürden und gemeinsam mit Luisairys Toledo, Andrea Purica und Nercely Soto gewann sie in 44,71 s auch die Goldmedaille in der 4-mal-100-Meter-Staffel. Anschließend belegte sie bei den CAC-Spielen in Barranquilla in 13,18 s den vierten Platz über 100 Meter Hürden und erreichte mit der Staffel in 45,71 s Rang sechs.
2019 siegte sie in 13,29 s über die Hürdendistanz bei den Südamerikameisterschaften in Lima und belegte im Weitsprung mit 6,24 m den fünften Platz. Anschließend erreichte sie bei den Panamerikanischen Spielen ebendort mit 13,44 s Rang acht über die Hürden und wurde mit der Staffel in 44,73 s Fünfte. Im Oktober startete sie bei den Weltmeisterschaften in Doha und gelangte dort bis ins Halbfinale, in dem sie mit 13,18 s ausschied. 2025 gewann sie bei den Hallensüdamerikameisterschaften in Cochabamba in 8,30 s die Bronzemedaille über 60 m Hürden hinter der Brasilianerin Ketiley Batista und Helen Bernard aus Argentinien und schied über 60 Meter mit 7,73 s im Vorlauf aus. Ende April belegte sie bei den Südamerikameisterschaften in Mar del Plata in 13,59 s den vierten Platz über 100 m Hürden und gelangte im Siebenkampf mit 4990 Punkten auf den fünften Platz. 
In den Jahren 2011 und 2013 sowie 2018 und 2021 wurde Romero venezolanische Meisterin im 100-Meter-Hürdenlauf sowie 2018 über 100 und 200 Meter.

## Persönliche Bestzeiten
- 100 Meter: 11,71 s (−0,7 m/s), 4. Mai 2018 in Barquisimeto
  - 60 Meter (Halle): 7,54 s, 31. Januar 2025 in Barquisimeto
- 200 Meter: 23,90 s (+0,7 m/s), 5. Mai 2018 in Barquisimeto
- 100 m Hürden: 12,97 s (+0,7 m/s), 2. Juli 2019 in Marseille
  - 60 m Hürden (Halle): 8,24 s, 8. Februar 2020 in Saragossa
- 400 m Hürden: 60,14 s, 23. November 2017 in Santa Marta
- Weitsprung: 6,44 m (+0,4 m/s), 10. Januar 2020 in Barquisimeto
- Siebenkampf: 4990 Punkte, 27. April 2025 in Mar del Plata